# Estación Socompa
Socompa es una estación ferroviaria y un puerto andino ubicado en la provincia argentina de Salta, departamento Los Andes para el transporte de mercancías por ferrocarril únicamente. Conecta la Región de Antofagasta en Chile.

## Características
El paso Socompa, a 3.876 metros de altitud, se encuentra a los pies del volcán Socompa (6.031 metros). Da paso al ramal del Ferrocarril General Belgrano del lado argentino que une la Ciudad de Salta con el gran puerto chileno de Antofagasta sobre el océano Pacífico.
El puerto permite también el paso del lado argentino desde una pista en mal estado que se une a la ruta provincial 27 y por la cual sólo los vehículos todoterreno son recomendados. Del lado chileno, por carretera, la distancia del puerto a Antofagasta es de 306 km.
Desde 1990 con las privatizaciones del gobierno de Menem la estación fue cerrada y abandonada. Su población languideció hasta desaparecer. Hoy solo perdura un puesto de gendarmería por ser un paso fronterizo, lo que asegura que no se produzcan desmanes.